# Archiwum Państwowe w Poznaniu
Archiwum Państwowe w Poznaniu – archiwum państwowe w Poznaniu utworzone w 1919 w oparciu o niemieckie archiwum państwowe (Staatsarchiv Posen) utworzone w 1869.
Staatsarchiv Posen, jako placówka pruskiej sieci archiwów prowincjonalnych, gromadziło księgi sądów grodzkich i ziemskich z okresu staropolskiego, akta i dokumenty ze skasowanych klasztorów oraz akta po zlikwidowanych urzędach pruskich.

## Poczet dyrektorów
1. prof. dr Józef Paczkowski (1919–1925)
2. prof. dr Kazimierz Kaczmarczyk (1925–1939; 1945–1953)
3. dr Czesław Skopowski (1953–1972)
4. dr Jan Szajbel (1972–1973)
5. dr hab. Stanisław Nawrocki (1973–1974)
6. dr Stanisław Kłys (1974–1999)
7. p.o. dr Krzysztof Stryjkowski (1999–2000)
8. mgr Adam Bieniaszewski (2000–2004)
9. mgr Henryk Krystek (od 2005)

## Historia
Przez Polaków archiwum zostało przejęte w styczniu 1919 r., pierwszym dyrektorem został Józef Paczkowski (do 1925 r.), chociaż faktycznie placówką kierował Kazimierz Kaczmarczyk, dyrektor w latach 1925–1953.
Archiwum przejęło akta zlikwidowanych urzędów pruskich oraz przejmowało stopniowo akta urzędów i instytucji polskich.
W czasie okupacji niemieckiej najstarsze dokumenty zostały wywiezione przez Niemców (wróciły do Poznania po wojnie), a większość zasobu została zniszczona w czasie pożaru budynku archiwum na Górze Przemysła w styczniu 1945 r. w trakcie walk o Poznań.
Ocalałe akta stały się zaczątkiem zasobu obecnego Archiwum Państwowego w Poznaniu, który systematycznie uzupełniano dokumentacją polskich urzędów, instytucji, przedsiębiorstw, organizacji itd. W 2013 r. archiwum zostało wyróżnione statuetką „Dobosz Powstania Wielkopolskiego”, przyznawaną przez Zarząd Główny Towarzystwa Pamięci Powstania Wielkopolskiego 1918/1919.
Obecnie Archiwum posiada 3 oddziały zamiejscowe: w Gnieźnie, Koninie i Pile.

## Budynek
Archiwum Państwowe w Poznaniu – zabytkowy, neorenesansowy budynek archiwum państwowego w Poznaniu, zlokalizowany przy ul. 23 Lutego 41, na narożniku Placu Wielkopolskiego (dawniej Sapieżyńskiego).
Gmach zbudowano w latach 1879–1882 dla siedziby Wyższego Sądu Krajowego (Oberlandesgericht), według projektu Heinricha Kocha (1878), z późniejszymi uzupełnieniami do projektu wykonanymi przez Johanna Anathola Theodora Hermanna i Karla Friedricha Endella. Wcześniej w tym miejscu funkcjonowały więzienie i areszt śledczy (inkwizytoriat). Budowa była elementem porządkowania programu architektonicznego Placu Sapieżyńskiego. Obiekt mieścił salę rozpraw, biura i mieszkanie prezesa sądu – wszystko to bogato zdobione ornamentami, nawiązującymi do renesansu włoskiego i francuskiego. Po zniszczeniach wojennych w 1945, gmach odbudowano niedbale, z brakiem poszanowania dla detalu, zatynkowując żółte cegły elewacyjne. W 1951 umieszczono w gmachu Archiwum Państwowe. Jedyną pozostałością dawnej świetności budynku jest reprezentacyjna klatka schodowa.

## Zasób

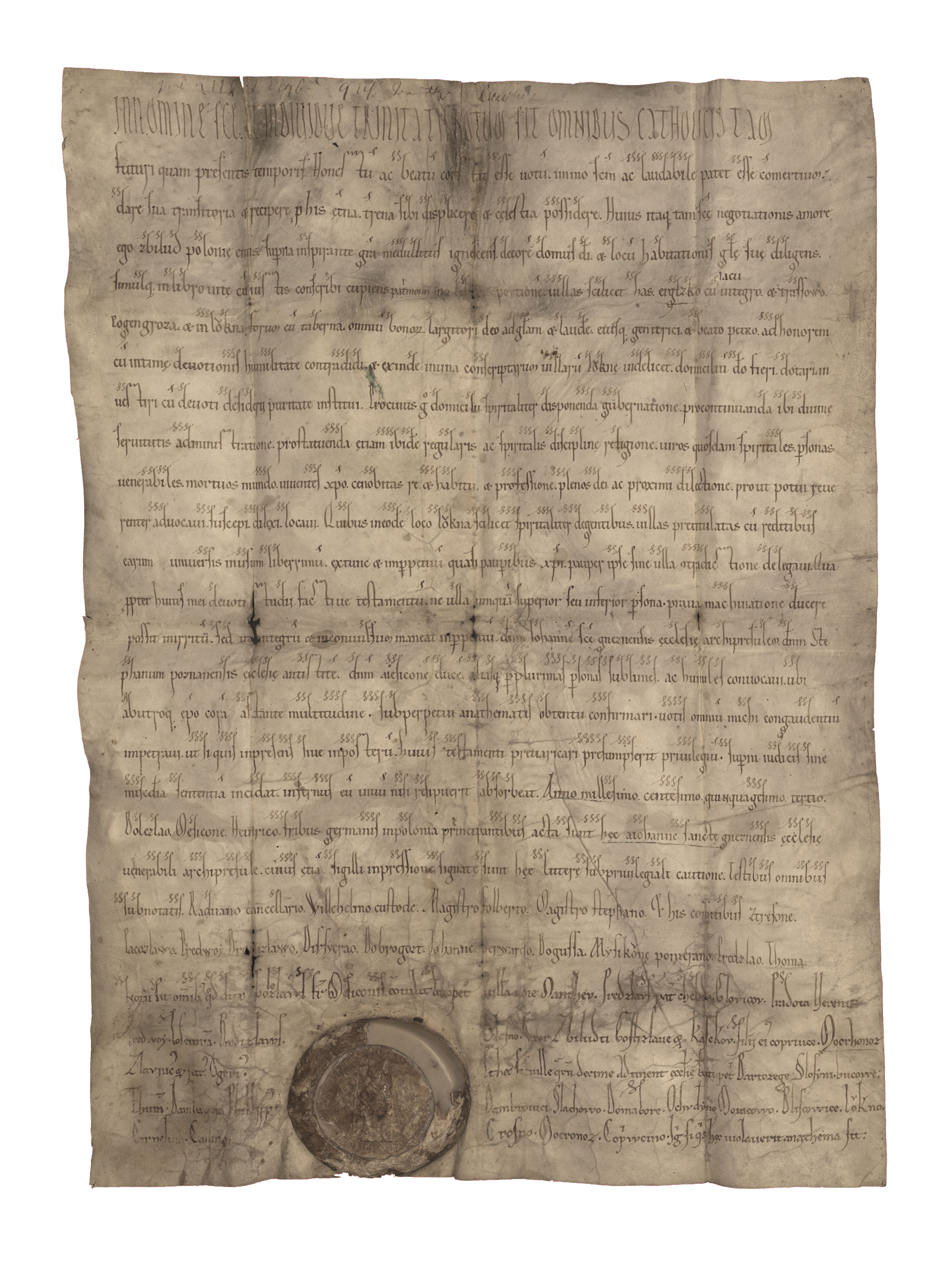
Najstarszy dokument przechowywany w polskich archiwach państwowych - dokument klasztoru Cystersów w Łeknie pod Wągrowcem z 1153 roku

Zasób archiwalny (archiwum poznańskie wraz z oddziałami) na koniec 2013 r. obejmuje ponad 7 tys. zespołów i zbiorów akt: od najstarszego dokumentu przechowywanego w polskich archiwach państwowych – dokumentu fundacyjnego klasztoru cystersów w Łeknie z 1153 r. do akt z czasów najnowszych i składa się z ponad 1 miliona jednostek archiwalnych, zajmujących około 13,5 km bieżących półek. Najwięcej, przeszło połowa zasobu, przypada na lata zaboru pruskiego, akt staropolskich jest ok. 800 m.b. Do największych zespołów należą: Akta miasta Poznania, Komisja Kolonizacyjna w Poznaniu, Konsystorz Ewangelicki, Namiestnik Rzeszy Okręgu „Kraj Warty”, a także zbiór ksiąg metrykalnych. Archiwum przechowuje też ok. 30 tys. map i planów, dokumentację audiowizualną, fotografie, dokumenty pergaminowe, ok. 8800 ksiąg staropolskich (grodzkich, ziemskich, miejskich, cechowych).
W zbiorach archiwum w 1961 roku znalazły się odzyskane z Evangelische Brüder-Unität Herrnhuter w NDR akta i książki polskiej Jednoty Braci czeskich. Razem z dołączonymi 1150 jednostkami akt gmin ewangelicko-unijnych i metrykami tworzą Zespół Akt Braci Czeskich, który zajmuje 17 metrów bieżących.
W 2015 roku Międzynarodowy Komitet Programu UNESCO Pamięć Świata obradujący w dniach 4–6 października 2015 roku w Abu Zabi wpisał akta i bibliotekę Braci czeskich na listę Pamięć Świata.

## Współpraca ze Stowarzyszeniem Wikimedia
10 lipca 2014 r. Archiwum Państwowe w Poznaniu i Stowarzyszenie Wikimedia Polska podpisały porozumienie o współpracy, na mocy którego na serwerach Wikimedia Commons umieszczane są pliki zawierające zeskanowane obrazy materiałów archiwalnych z zasobu poznańskiego Archiwum.